# روجر بينيت
روجر بينيت (بالإنجليزية: Roger Bennett)‏ هو مغني وعازف بيانو وكاتب أغاني أمريكي، ولد في 10 مارس 1959 في ستراوبيري في الولايات المتحدة، وتوفي في 17 مارس 2007 في هيوستن في الولايات المتحدة بسبب ابيضاض الدم.